# 안무혁
안무혁(安武赫, 1935년 11월 10일~2019년 8월 26일)은 대한민국의 군인 출신 정치인이다. 황해도 안악 출신이다. 본관은 순흥이며 호는 도운이다. 육군 준장으로 예편하였으며 종교는 개신교이다.

## 생애
1981년 전임 위원장인 육사 동기 이춘구의 추천으로 사회정화위원장을 역임한 뒤, 1982년부터 국세청장을 5년간 역임한 후, 국가안전기획부장에 임명되었다. 노태우의 제6공화국 출범 후에도 국가안전기획부장에 연임되었으나, 박철언 정무제1장관 주도의 대북 정책에 강한 불만을 대통령에게 표출하고 직을 사퇴하였다. 1992년 제14대 국회에서 민주자유당의 전국구 의원으로 원내에 진출했다. 그러나 1995년에 5.18 민주화운동 등에 관한 특별법이 국회에 상정되자 당시 국회부의장을 역임하고 있던 신한국당 대표인 이춘구와 함께 의원직을 사퇴했다. 전두환·노태우 전 대통령의 뇌물수수방조사건에 직접 연루가 되면서 1997년에 사법처리되었다. 이듬해인 1998년 특별사면으로 석방되었다.
이후 2001년 자유민주연합 특임행정촉탁위원을 잠시 지냈으며 현재 한국발전연구원 이사장을 역임하고 있다.

## 학력
- 1954년 송도고등학교 졸업
- 1958년 육군사관학교 14기 공학사
- 1959년 육군보병학교 졸업
- 1959년 육군공병학교 졸업
- 1962년 서울대학교 대학원 토목공학과 공학석사

### 비학위 수료
- 서울대학교 행정대학원 발전정책과정 수료
- 서울대학교 경영대학원 최고경영자과정 수료
- 미국 보스턴 대학교(Boston University) 아시아메너지먼트센터 수료

## 약력
- 1962년 육군사관학교 교수
- 1971년 공병대대장
- 1973년 육군대 교관
- 1978년 건설공병단장
- 1980년 국가보위비상대책위원회 건설분과위원
- 1980년 입법회의 경제2전문위원
- 1981년 공병여단장(준장)
- 1981년 예편(준장)
- 1981년 사회정화위원장
- 1982년 국세청장
- 1987년 국가안전기획부장
- 1990년 한국발전연구원 이사장(현재)
- 1991년 한양대학교 초빙교수
- 1992년 민자당 소속, 제14대 국회의원(전국구)
- 2010년 황해도중앙도민회 회장

## 역대 선거 결과
| 실시년도 | 선거  | 대수 | 직책     | 선거구 | 정당       | 득표수      | 득표율         | 순위       | 당락 | 비고 |
| -------- | ----- | ---- | -------- | ------ | ---------- | ----------- | -------------- | ---------- | ---- | ---- |
| 1992년   | 총선  | 14대 | 국회의원 | 전국구 | 민주자유당 | 7,923,718표 | \| \| 38.5% \| | 전국구 8번 |      | 초선 |
|          | 38.5% |      |          |        |            |             |                |            |      |      |